# Hazal Filiz Küçükköse
Hazal Filiz Küçükköse (* 9. Februar 1988 in Mersin) ist eine türkische Schauspielerin.

## Leben und Karriere
Küçükköse wurde am 9. Februar 1988 in Mersin geboren. Sie studierte an der Kırıkkale Üniversitesi. Danach setzte sie ihr Studium an der Universität Ankara fort. Ihr Debüt gab sie 2009 in der Fernsehserie Deniz Yıldızı. 2014 spielte Küçükköse in Günahkar die Hauptrolle. Im selben Jahr heiratete sie Tuan Tunalı. Das Paar ließ sich 2018 scheiden. Außerdem bekam sie 2020 eine Rolle in Zemheri. Seit 2022 spielt sie in Bir Peri Masalı mit.

## Filmografie
- 2009–2010: Deniz Yıldızı
- 2011–2012: Kalbim Seni Seçti
- 2012: Ustura Kemal
- 2014: Beni Affet
- 2014: Günahkar
- 2015–2017: Kara Sevda
- 2017: Rüya
- 2018: Mehmed: Bir Cihan Fatihi
- 2020: Zemheri
- seit 2022: Bir Peri Masalı